# Iolcos
Iolcos (en grec ancien Ἰωλκός / Iôlkós) est une ancienne cité grecque située en Magnésie (région de Thessalie, Grèce du centre-est), aujourd'hui incluse dans la municipalité de Vólos (quartiers Nord-Est), au pied du mont Pélion.
Le nom a été repris au XIXe siècle pour une circonscription ayant fonctionné entre 1883 et 1912 puis à partir de 1989 (2 138 habitants en 2011), ainsi qu'un village officialisé en 1961 (109 hab. en 2011).

## Mythologie
Selon la mythologie, elle aurait été fondée par Créthée. Son roi légitime était Éson, père de Jason, mais son demi-frère Pélias, aurait usurpé le trône. C'est de  Pagases, port de Iolcos, que partit l'expédition des Argonautes pour conquérir la Toison d'or. Après cette expédition, Jason, fils d'Éson, aurait dû régner. Mais il dut fuir à Corinthe à la suite du meurtre du roi Pélias à l'instigation de sa femme Médée [selon le Médée d'Euripide].

## Histoire
Dans l'Antiquité, Iolcos était une cité grecque. Le site connut des destructions au début des âges obscurs, entre 1200 et 1050 av. J.-C. Elle ne fut jamais une cité importante comme Athènes, Sparte, Thèbes, Argos ou encore Corinthe. Cependant, elle est le centre de l'un des mythes les plus connus de la Grèce antique : l'épopée des Argonautes et de la Toison d'or.
Comme toutes les cités grecques, Iolcos était à l'origine une monarchie. Elle était gouvernée par un roi assisté par le Conseil des Anciens. Le régime évolua par la suite vers une forme oligarchique une fois la royauté abolie. Iolcos faisait partie de la Ligue thessalienne. Le site reste habité jusqu'à l'époque romaine.

## Archéologie
Le site est généralement identifié à celui de Kastro Volou, au centre de la ville moderne de Volos.